# كلارا كلوغ
كلارا كلوغ (بالألمانية: Clara Klug)‏ هي متسابقة بياثل ألمانية، ولدت في 16 يونيو 1994 في ميونخ في ألمانيا.
كان أول اتصال لكلارا برياضة التزلج بالصف الثالث بمخيم شتوي، الشيء الذي قدح لديها شرارة حب هذه الرياضة، وأدى بها لممارستها بشكل احترافي سنة 2012.

## روابط خارجية
- كلارا كلوغ على موقع Paralympic.org (الإنجليزية)
- كلارا كلوغ على موقع IPC.InfostradaSports.com (مؤرشف) (الإنجليزية)
- كلارا كلوغ على موقع الفريق الألماني للألعاب البارالمبية (الألمانية)